# إزيكييل رودريغيز (لاعب كرة قدم)
إزيكييل رودريغيز (26 أكتوبر 1990 في الأرجنتين - ) (بالإسبانية: Ezequiel Rodríguez)‏ هو لاعب كرة قدم أرجنتيني في مركز الوسط. لعب مع أتلتيكو أتلانتا وتيغري وCSyD Tristán Suárez ‏ وClub Sportivo Rivadavia ‏.

## وصلات خارجية
- إزيكييل رودريغيز على موقع قاعدة بيانات كرة القدم.إي يو (الإنجليزية)
- إزيكييل رودريغيز على موقع Soccerway.com (الإنجليزية)